# マズ
マズ（英:Mazu）は、オーストラリアで生産・調教されている競走馬。主な勝ち鞍はドゥームベン10000（2022年）。
日本の競走馬モーリスがシャトル種牡馬としてオーストラリアで繋養されていた時に生産された産駒である。

## 戦績

### 2020/2021シーズン
2021年2月26日カンタベリー競馬場の一般戦でデビューし初勝利を挙げる。重賞初挑戦となった3月13日のボワマンズファニチャーパゴパゴステークス（G3）では3着に敗れた。

### 2021/2022シーズン
シーズン序盤は勝ち切れないレースが続いたが、10月23日のブライアンクローリーステークス（L）で2勝目をマーク。
この後、特別戦とリステッドレース2戦をそれぞれ勝利し、久々の重賞挑戦となったアローフィールド3歳スプリント（G2）では2番手追走から最後の直線で逃げ粘るインザコンゴとの追い比べを制し重賞初制覇を飾る。
初のG1出走となったドゥームベン10000では好位追走からしぶとく脚を伸ばすと最後はパウレレの追撃を退けG1初制覇を飾った。
春初戦には1100mのザ・ショーツ（G2）を選択し、ネイチャーストリップと初対戦。ここは1着から2.4馬身差の5着となった。 

### 2023/2024シーズン
2024年4月20日（現地時間）にランドウィック競馬場で行われたホールマークステークス（G3、芝1200m）にて約2年ぶりの勝利を収めた。

## 血統表
| マズの血統              | マズの血統                          | マズの血統                          | （血統表の出典）                    | （血統表の出典）    |
| 父 モーリス 2011 鹿毛   | 父の父スクリーンヒーロー 2004 栗毛  | *グラスワンダー                     | Silver Hawk                         | Silver Hawk         |
| 父 モーリス 2011 鹿毛   | 父の父スクリーンヒーロー 2004 栗毛  | *グラスワンダー                     | Ameriflora                          |                     |
| 父 モーリス 2011 鹿毛   | 父の父スクリーンヒーロー 2004 栗毛  | ランニングヒロイン                  | *サンデーサイレンス                 | *サンデーサイレンス |
| 父 モーリス 2011 鹿毛   | 父の父スクリーンヒーロー 2004 栗毛  | ランニングヒロイン                  | ダイナアクトレス                    |                     |
| 父 モーリス 2011 鹿毛   | 父の母メジロフランシス 2001 鹿毛    | カーネギー                          | Sadler's Wells                      | Sadler's Wells      |
| 父 モーリス 2011 鹿毛   | 父の母メジロフランシス 2001 鹿毛    | カーネギー                          | Detroit                             |                     |
| 父 モーリス 2011 鹿毛   | 父の母メジロフランシス 2001 鹿毛    | メジロモントレー                    | *モガミ                             | *モガミ             |
| 父 モーリス 2011 鹿毛   | 父の母メジロフランシス 2001 鹿毛    | メジロモントレー                    | メジロクインシー                    |                     |
| 母 Chatelaine 1999 鹿毛 | 母の父Flying Spur 1992 鹿毛         | *デインヒル                         | Danzig                              | Danzig              |
| 母 Chatelaine 1999 鹿毛 | 母の父Flying Spur 1992 鹿毛         | *デインヒル                         | Razyana                             |                     |
| 母 Chatelaine 1999 鹿毛 | 母の父Flying Spur 1992 鹿毛         | Rolls                               | Mr. Prospector                      | Mr. Prospector      |
| 母 Chatelaine 1999 鹿毛 | 母の父Flying Spur 1992 鹿毛         | Rolls                               | Grand Luxe                          |                     |
| 母 Chatelaine 1999 鹿毛 | 母の母Midnight Renegade 1984 鹿毛   | Brigand                             | Noholme                             | Noholme             |
| 母 Chatelaine 1999 鹿毛 | 母の母Midnight Renegade 1984 鹿毛   | Brigand                             | Lady Sybil                          |                     |
| 母 Chatelaine 1999 鹿毛 | 母の母Midnight Renegade 1984 鹿毛   | Midnight Slipper                    | Showdown                            | Showdown            |
| 母 Chatelaine 1999 鹿毛 | 母の母Midnight Renegade 1984 鹿毛   | Midnight Slipper                    | Cendrillon                          |                     |
| 母系(F-No.)             | 5号族(FN:5-c)                       | 5号族(FN:5-c)                       | 5号族(FN:5-c)                       | [ § 2 ]             |
| 5代内の近親交配         | Danzig M4×S5、Northern Dancer S5×M5 | Danzig M4×S5、Northern Dancer S5×M5 | Danzig M4×S5、Northern Dancer S5×M5 | [ § 3 ]             |
| 出典                    | 1. 2. 3.                            | 1. 2. 3.                            | 1. 2. 3.                            | 1. 2. 3.            |